# L'Apocalypse des animaux (album)
Pour le documentaire, voir L'Apocalypse des animaux (série documentaire).
Albums de Vangelis Papathanassiou
Earth
(1973) Heaven and Hell
(1975)
L'Apocalypse des animaux est un album de Vangelis Papathanassiou sorti en 1973. Ce disque est la bande originale de la série documentaire de même nom de Frédéric Rossif, diffusée à la télévision française à partir de 1971. C'est la première fois que les deux hommes travaillent ensemble. Cette collaboration sera suivie d'autres, comme La Fête sauvage en 1976, L'Opéra sauvage en 1979, Sauvage et Beau en 1984 et De Nuremberg à Nuremberg en 1988.
La trame sonore est très planante, voluptueuse et triste. Certains morceaux, comme Le Singe bleu, sont plutôt jazz et mélancoliques.

## Liste des titres
| 1. | Apocalypse des animaux (générique) | 1:25 |
| 2. | La Petite Fille de la mer          | 5:53 |
| 3. | Le Singe bleu                      | 7:30 |
| 4. | L'Ours musicien                    | 1:00 |
| 5. | La Mort du loup                    | 3:00 |

| 1. | La Création du monde | 17:45 |
| 2. | La Mer recommencée   | 5:30  |

## Crédits
- Vangelis Papathanassiou : orgue Hammond B3, claviers, percussions, timbales, gong, etc.

## Éditions
On peut rencontrer plusieurs éditions de cet album :
- Polydor, LP, 2393-058 (la version anglaise inverse l'ordre des titres 4 et 5 de la face 1)
- Polydor, CD, 831503-2
- Telewestel, CD, EUCD0004 (Hongrie)
- Polydor, CD, P22P20303 (Japon)